# Sorkifalud
Sorkifalud è un comune dell'Ungheria di 676 abitanti (dati 2001). È situato nella contea di Vas.